# Taurus 856

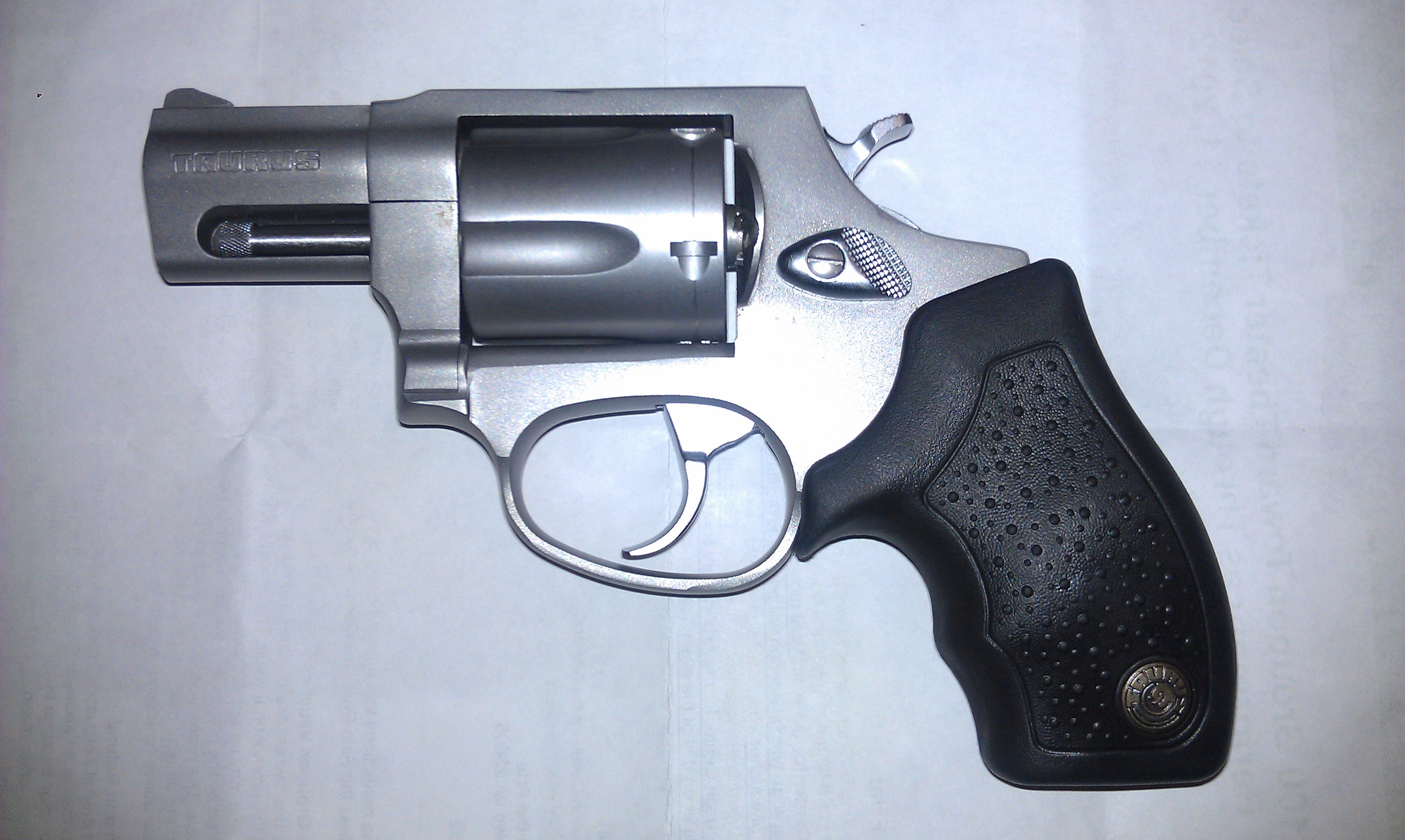
Un revolver Taurus 856 calibre .38 Special

Produit au Brésil et en Floride  depuis 2008, le revolver de poche Taurus 856  est une  version munie d'un barillet à 6 coups du Taurus Modèle 85 (calibre .38 Spécial).

## Caractéristiques
- Fabricants : Taurus et sa filiale américaine Taurus Mfg (Miami, Floride).
- Fonctionnement : double action/double action seule (version CH)
- Visée : mire métallique
- Matériau de la carcasse  : acier/acier inoxydable
- Platine : Double Action
- Chambrage : .38 Special
- Poids non chargé/longueur de l'arme : 630 g/16,5 cm
- Longueur du canon : 5,08 cm
- Capacité : 6 coups
- Usage : Police et défense personnelle

## Sources et bibliographie francophone
Cette notice est issue de la lecture des revues  et ouvrages spécialisés  de langue française suivantes :
- Cibles (FR)
- Action Guns (Fr)
- R. Caranta, Pistolets & revolvers, aujourd'hui, 5 tomes, Crépin-Leblond, 1998/2009
- Catalogue  de l'importateur français des armes Taurus, édition 2006/2007